# CornerShot
CornerShot é um acessório para arma criado pelo tenente-coronel Amos Golan das Forças de Defesa de Israel em cooperação com investidores americanos. Foi projetado no início dos anos 2000 para uso por equipes da SWAT e forças especiais em situações hostis, geralmente envolvendo terroristas e reféns. Seu propósito é semelhante ao do fuzil periscópio; ele permite que seu operador veja e ataque um alvo armado sem se expor ao contra-ataque.

## Formas e variações

### Padrão
O CornerShot padrão monta numa pistola semiautomática normal na parte frontal da arma, com uma ligação remota ao mecanismo de gatilho na parte traseira, tem um gatilho de 21 N. Tem 820 mm de comprimento e pesa 3,86 kg.

### Lança-granadas 40 mm
O lança-granadas 40 mm é um lança-granadas de tiro único e retrocarga. Operado manualmente, ele dispara todas as granadas de 40 mm, munições menos letais e não letais e projéteis de gás lacrimogêneo/irritante; os cartuchos usados são ejetados para facilitar a recarga. O mesmo sistema está disponível no tamanho de 37 mm para agências de aplicação da lei. O modelo de 40 mm tem estriamento de 1:1.224, tem 900 mm de comprimento e pesa 4,4 kg. A velocidade inicial é de 74,7 m/s (granada M-406). Seu alcance para tiro de precisão, em um único alvo, é de 150 metros; e para cobertura de área, com munições de fragmentação, é de 350 metros.

### Assault Pistol Rifle
O Assault Pistol Rifle (APR) monta numa pistola personalizada na parte frontal da arma para permitir o uso de cartuchos de fuzil. Dispara munição 5,56 mm. A pistola APR pode ser removida do CornerShot.